# Club Esportiu Cottet
El Club Esportiu Cottet (CE Cottet) fou un club de basquetbol femení de l'Hospitalet de Llobregat, fundat l'any 1943. Vinculat des dels seus orígens a l'empresa INDO dels germans Cottet, va competir a la Lliga d'Educación y Descanso i posteriorment s'inscriví en competicions federades. Posteriorment, va canviar la seva denominació com a INDO, ja que jugava els seus partits molt a prop d'on hi havia la seu de la fàbrica a l'Hospitalet de Llobregat, a la pista del Gasòmetre. Entre d'altres títols aconseguits pel club destaquen un campionat d'Espanya (1960), dos campionats de Catalunya (1962, 1963) i dos subcampionats de Lliga espanyola (1964, 1965). Es retirà de la competició al final de la temporada 1964-65.

## Palmarès
- 1 Campionat d'Espanya de basquet femení: 1960
- 2 Campionats de Catalunya: 1962, 1963